# Барневское
Барнëвское — деревня в Шадринском районе Курганской области. В составе Верхнеполевского сельсовета.

## География
Расположено на правом берегу реки Исети, рядом с впадением в неё реки Барнева. Отсюда и название села — Барневское.
В деревне расположена Покровская церковь (1814 года).

## История
До 1917 года центр Барневской волости Шадринского уезда Пермской губернии. По данным на 1926 год село Барнëвское состояло из 209 хозяйств. В административном отношении являлось центром Барнёвского сельсовета Шадринского района Шадринского округа Уральской области.

## Население
| 1989 | 2002 | 2010 |
| ---- | ---- | ---- |
| 173  | ↘162 | ↘140 |

По данным переписи 1926 года в селе проживало 1019 человек (486 мужчин и 533 женщины), в том числе: русские составляли 98 % населения, немцы — 2 %.
Согласно результатам Всероссийской переписи населения 2002 года, в национальной структуре населения русские составляли 93 %.